# Heinrich Fehrer
Heinrich Fehrer (* 22. März 1880 in Kitzingen; † 1956) war ein deutscher Unternehmer.

## Werdegang
Fehrer war ältester Sohn des Unternehmers Friedrich Sigmund Fehrer (1851–1903), der 1875 in Kitzingen die Erste Kitzinger Dampf-Rosshaarspinnerei gegründet hatte. Er besuchte die sechsklassige Schule des Instituts Garnier in Friedrichsdorf, studierte ein Jahr an einer Schweizer Handelsschule und absolvierte anschließend eine kaufmännische Ausbildung in Mailand. Danach war er geschäftlich in der Schweiz, in England, Italien, Frankreich und Belgien tätig. Er heiratete Hildegard, geb. Lotz, und wurde Vater von einem Sohn und zwei Töchtern. Am Ersten Weltkrieg nahm er als Offizier teil und erhielt verschiedene Auszeichnungen wie das Eiserne Kreuz.
Nach dem Tod des Vaters übernahm Heinrich Fehrer die Leitung des Unternehmens und leitete dessen Modernisierung ein. Dabei wurde er durch seinen jüngeren Bruder Hans Fehrer unterstützt, der 1907 in das Unternehmen eintrat und später eine Filialfabrik in Linz leitete. 1912 erwarb Heinrich Fehrer ein Patent zur Aufbereitung von Kokosfasern, die er durch Einfärbung wie Rosshaar aussehen ließ. In den 1920er Jahren erweiterte er die Produktion um Schnellpolstermatten und begann damit Automobilfirmen wie Daimler-Benz, Opel, Renault und Citroën zu beliefern. 1931 kam die Produktion von Gummihaaren hinzu sowie die Gründung einer Tochtergesellschaft in London. 1937 stellten etwa 350 Mitarbeiter 3000 Kilogramm Rosshaargespinste und 2000 Kilogramm Gummihaarpolster her.
Gegen Ende des Zweiten Weltkriegs kam die Produktion zum Erliegen und das britische Tochterunternehmen wurde konfisziert. 1948 wurde in Kitzingen die Produktion wieder aufgenommen. Fehrer positionierte sich schnell wieder als Zulieferer für die aufstrebende Automobilindustrie. 1950 arbeiteten 450 Angestellte in seinem Unternehmen.
Als vorbildlich galten die sozialen Betriebseinrichtungen, die Fehrer schuf, wie die Gründung einer Pensions- und Unterstützungskasse, der Abschluss von zusätzlichen Lebensversicherungsverträgen, die Gewährung fester Zulagen zur gesetzlichen Sozialversicherung und die Versorgung der Witwen von Betriebsangehörigen. Gemeinnützige und künstlerische Zwecke unterstützte er durch beträchtliche Spenden.

## Ehrungen
- Eisernes Kreuz II. Klasse
- 1955: Verdienstkreuz (Steckkreuz) der Bundesrepublik Deutschland
- Benennung der Heinrich-Fehrer-Straße in Kitzingen